# That Old Gang of Mine
That Old Gang of Mine ist ein Lied, das Ray Henderson (Musik), Mort Dixon und Billy Rose (Text) verfassten und 1923 veröffentlichten.

## Hintergrund
Das Songwriter-Team Henderson und Dixon schrieb den That Old Gang of Mine, den der Musikverleger Billy Rose schließlich übernahm. Thematisch behandelt der Song die nostalgischen Gefühle von Amerikanern, die vom Land und aus den Kleinstädten in die großen Metropolen wie New York City gezogen sind und sich mit Wehmut ihrer Herkunft und ihrer Kameraden aus der Jugendzeit entsinnen, zu deren Vergnügungen auch das Singen im Barbershop Quartet zählte.
Verwandt sind die damals entstandenen Songs „(The Gang That Sang) 'Heart of My Heart'“ (1926) von Ben Ryan und „Wedding Bells (Are Breaking Up That Old Gang of Mine)“ (1929) von Irving Kahal, Willie Ruskin und Sammy Fain.

## Erste Aufnahmen und spätere Coverversionen
Zu den Musikern, die ab 1923 That Old Gang Of Mine aufnahmen, gehörten das Criterion Male Quartette (Vocalion 14646), Bennie Krueger (Brunswick 2485), Lewis James (Okeh 4952), Arthur Lange’s Orchestra (Cameo 423), Billy Murray/Ed Smalle (Victor 19095),  Ollie Powers (Paramount), den California Ramblers (Columbia), Charlie Straight (Paramount) gecovert.
In Berlin wurde der Song im Frühjahr 1924 von der Band des deutschen Jazzpioniers Eric Borchard eingespielt.
In späteren Jahren nahmen u. a. auch Mitch Miller, The Ravens, Ted Weems und Dean Martin (auf Once in a While) den Titel auf. Der Diskograf Tom Lord listet im Bereich des Jazz insgesamt 37 (Stand 2015) Coverversionen, u. a. von Beryl Booker, Les Brown, Kenny Davern/Humphrey Lyttelton, Tommy Dorsey, Frank Froeba, Urbie Green, Bobby Hackett, Armand Hug, Keith Ingham, George Masso, Teddy Powell, Bob Wilber und Gerald Wiggins.